# Imbaú
Imbaú est une municipalité brésilienne située dans l'État du Paraná.